# Чемпионат Европы по настольному теннису 2000
22-й Чемпионат Европы по настольному теннису проходил с 21 апреля по 1 мая 2000 года в Бремене (Германия).

## Медалисты

### Мужчины
| Разряд               | Золото                                                     | Серебро                                                              | Бронза                                                                         |
| -------------------- | ---------------------------------------------------------- | -------------------------------------------------------------------- | ------------------------------------------------------------------------------ |
| Одиночный разряд     | Петер Карлссон                                             | Зоран Приморац                                                       | Пётр Корбел                                                                    |
| Одиночный разряд     | Петер Карлссон                                             | Зоран Приморац                                                       | Ян-Уве Вальднер                                                                |
| Парный разряд        | Патрик Шиля Жан-Филипп Гасьен                              | Калиникос Креанга Илия Лупулеску                                     | Ларс Хильшер Томас Кейнат                                                      |
| Парный разряд        | Патрик Шиля Жан-Филипп Гасьен                              | Калиникос Креанга Илия Лупулеску                                     | Вернер Шлагер Карл Йиндрак                                                     |
| Командное первенство | Швеция · Петер Карлссон · Ян-Уве Вальднер · Йёрген Перссон | Германия · Йёрг Росскопф · Тимо Болль · Петер Франц · Штеффен Фецнер | Польша · Михал Дзюбаньски · Луцьян Блащик · Томаш Кржешевски · Марцин Кусински |

### Женщины
| Разряд               | Золото                                                 | Серебро                                                                       | Бронза                                                     |
| -------------------- | ------------------------------------------------------ | ----------------------------------------------------------------------------- | ---------------------------------------------------------- |
| Одиночный разряд     | Цяньхун Гоч                                            | Михаэла Штефф                                                                 | Тамара Борош                                               |
| Одиночный разряд     | Цяньхун Гоч                                            | Михаэла Штефф                                                                 | Цзе Шёпп                                                   |
| Парный разряд        | Кристина Тот Чилла Баторфи                             | Ни Сялянь Пегги Регенветтер                                                   | Оса Свенссон Мария Свенссон                                |
| Парный разряд        | Кристина Тот Чилла Баторфи                             | Ни Сялянь Пегги Регенветтер                                                   | Николь Штрузе Эльке Шалль                                  |
| Командное первенство | Венгрия · Чилла Баторфи · Кристина Тот · Мария Фазекаш | Германия · Ольга Немеш · Николь Штрузе · Цзе Шёпп · Эльке Шалль · Цяньхун Гоч | Хорватия · Андреа Бакула · Тамара Борош · Элидяна Агановиц |

### Микст
| Разряд           | Золото                                 | Серебро                       | Бронза                   |
| ---------------- | -------------------------------------- | ----------------------------- | ------------------------ |
| Смешанный разряд | Александр Каракашевич Рута Паскаускене | Илия Лупулеску Мария Свенссон | Даниэл Цьокас Цзе Шёпп   |
| Смешанный разряд | Александр Каракашевич Рута Паскаускене | Илия Лупулеску Мария Свенссон | Роко Тошич Сандра Паович |